# Henry Ford Company
A Henry Ford Company foi uma fábrica de automóveis estadunidense, e representou a segunda fracassada tentativa de Henry Ford em produzir veículos de forma industrial, fundada em 1901.

## Histórico
Após o fracasso de sua primeira tentativa de fabricar automóveis em Detroit, Ford continuara a ter permissão para usar os mesmos galpões onde ficava a fracassada Detroit Automobile Company; graças ao apoio de vários financistas da cidade, a Henry Ford Company teve início pouco mais de um ano depois do fechamento daquela antecessora.
Envolvido na produção de carros de corrida, entretanto, Ford foi demitido da companhia que levava seu nome, em 1902, e a empresa passou a se chamar Cadillac Motor Company. Os investidores haviam contratado Henry Leland para avaliar o empreendimento e analisar a possibilidade de o mesmo vir a se tornar rentável, com Leland no comando; este então alterou o nome da empresa para homenagear o fundador da cidade, surgindo assim a Cadillac.